# Anti-Pasti
Anti Pasti es una banda inglesa de punk rock fundada por el guitarrista Dugi Bell y el vocalista Martin Roper. Se hicieron conocidos por su participación en el álbum split Don't Let 'em Grind You Down con The Exploited.

## Discografía

### Álbum
- 1981 - The Last Call
- 1982 - Caution in the Wind

### EP
- 1980 - Four Sore Points...
- 1981 - Don't Let 'em Grind You Down[1]
- 1981 - Let Them Free
- 1981 - Six Guns